# Sahare (Surkhet)
Pour les articles homonymes, voir Sahare.
Sahare (en népalais : सहारे) est un comité de développement villageois du Népal situé dans le district de Surkhet. Au recensement de 2011, il comptait 11 076 habitants.